# Czarny Przechód (Tatry Wysokie)
Czarny Przechód (słow. Čierne sedlo, Horné Čierne sedlo, Vyšné Čierne sedlo, niem. Obere Schwarzseejoch, węg. Alsó Feketetavi hágó) – drobna przełęcz położona w południowej grani Kołowego Szczytu w słowackiej części Tatr Wysokich, będącej fragmentem grani głównej Tatr Wysokich. Znajduje się pomiędzy Czarnymi Czubami na południowym wschodzie a Kołową Kopką na północnym zachodzie. Czarne Czuby oddzielają Czarny Przechód od położonej 80 m dalej na południowy wschód Czarnej Przełęczy, która jest najniższym punktem grani pomiędzy Kołowym Szczytem a Czarnym Szczytem. Jako połączenie sąsiednich dolin o wiele częściej jest jednak używany Czarny Przechód.
Południowo-zachodnie stoki grani opadają w kierunku Czarnego Bańdziocha – górnego piętra Doliny Czarnej Jaworowej. Po stronie północno-wschodniej stoki spadają do Danielowych Pól w Dolinie Jastrzębiej. Do Czarnego Bańdziocha zbiega z Czarnego Przechodu stromy, skalisto-piarżysty żlebek z czerwonawymi skałami. Po jego lewej stronie w stokach znajduje się urwista kulisa, w której tkwi Kołowy Chłopek. Od strony Doliny Jastrzębiej bezpośrednio poniżej przełęczy rozlega się skośna, piarżysto-trawiasta Danielowa Płaśń. Dalej w dole w linii spadku Czarnego Przechodu znajdują się kolejno Danielowe Spadziki, mniej strome Danielowe Pola, Pośrednie i Zadnie Jastrzębie Spady oraz Jastrzębi Ogród.
Na przełęcz nie prowadzi żaden szlak turystyczny. Przejście przez nią z Doliny Jastrzębiej do Doliny Czarnej Jaworowej (lub na odwrót) jest o wiele łatwiejsze od przejścia przez Czarną Przełęcz. Najdogodniejsze drogi dla taterników wiodą na siodło z sąsiednich dolin, przejście granią z Czarnej Przełęczy jest nieco trudne (I w skali UIAA).
Dawniej Czarny Przechód określano nazwą pobliskiej Czarnej Przełęczy. Przejście przez przełęcz było używane od dawna przez myśliwych oraz poszukiwaczy skarbów. Pierwsze zarejestrowane wejścia:
- letnie – Christian Genersich i przewodnik Jakob Fabri senior, w latach 1797–1800,
- zimowe – Gyula Hefty i István Laufer, 25 marca 1912 r.[1]

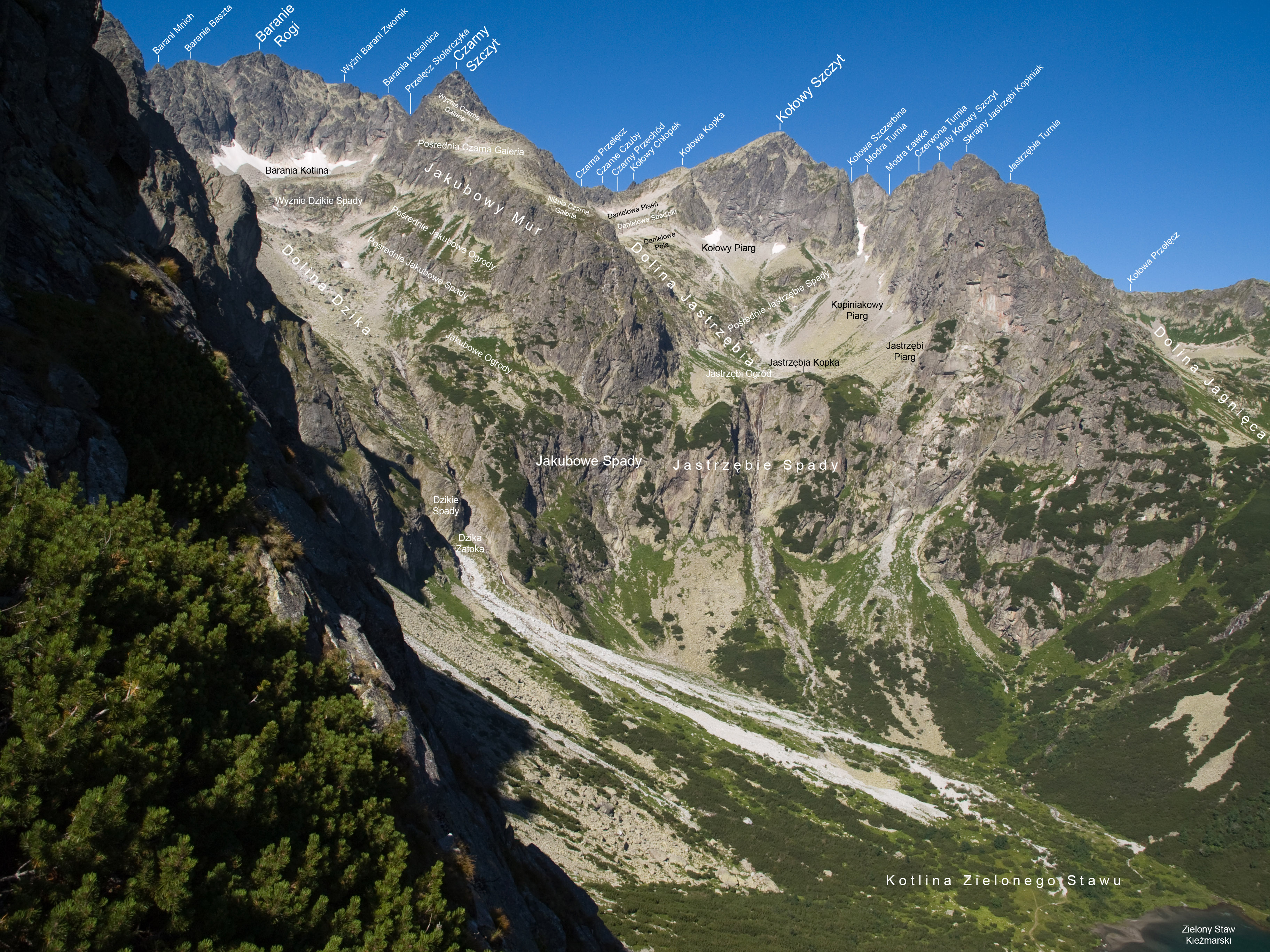
Czarny Przechód nad Doliną Jastrzębią (podpisane formacje)